# Sardinero Hockey Club
El Sardinero Hockey Club es un club deportivo de hockey sobre hierba y hockey sala ubicado en Santander, Cantabria (España). Su equipo femenino compite en la División de Honor Femenina de Hockey Hierba, mientras que su equipo masculino milita en División de Honor A de hockey hierba, máxima categoría nacional. Ambos equipos cuentan con filiales en distintas categorías tanto nacionales como regionales. También se cuenta con numerosos equipos en categorías inferiores y una cantera formada por más de 300 niños siendo así uno de los clubs referentes y pioneros en el norte de España.

## Historia
El Sardinero Hockey Club nace en el año 1984. Inicialmente su estructura es la de un club de hockey formado por jugadores juveniles e infantiles de la cantera del Colegio Calasanz y jugadores senior procedentes del Club La Pasiega y otros equipos.
Es en la temporada 1987-88 cuando se incorporan al club los equipos femeninos. 
Entre 1992 y 2012 se denominó Caja Cantabria Sardinero debido al patrocinio de Caja Cantabria.

## Sección masculina
La sección masculina en sus inicios militó 5 temporadas en la primera división (categoría de plata por entonces) alternando con la máxima categoría donde se lograron 2 campeonatos de Primera División (1984 y 1992) y un subcampeonato (1996);  logró su primer ascenso a la máxima categoría nacional en 1984 donde ha militado durante 15 temporadas (1984-85 a 1987-88; 1989-90 a 1990-91; 1992-93 a 1993-94; y de 1996 a 97 a 2002-03) consiguiendo como mejor resultado un sexto puesto en la temporada 96-97 y disputando 9 fases finales de la Copa del Rey de Hockey Hierba, logrando en 2002 el cuarto puesto como mejor resultado en esta competición. 
A raíz del descenso en la temporada 02-03 permaneció durante 7 temporadas en la división de Honor B nacional (categoría de plata) hasta la temporada 2009-10 donde descendió a la Primera División (categoría de bronce).
En la temporada 2010-11 se logró el ascenso a la División de Honor B consiguiendo la medalla de plata en el Campeonato de España de Primera División.
En la temporada 2012-13 se consiguió el ascenso a la División de Honor A (máxima categoría) con varias jornadas de antelación, siendo esta la vuelta, 10 años después, a la élite del hockey español.

En la temporada 2013-14 el equipo descendió a División de Honor B.

## Sección femenina
La sección femenina del equipo milita en División de Honor. Durante 18 temporadas el equipo ha jugado en dicha categoría (1988-89; 1992-93 a 2003-04; 2005-06; 2007-08 a 2008-09; 2010-11; 2012-13) en la cual su 4º puesto de 1999-00 fue el mejor. Militó en Primera División (segunda categoría del hockey hierba femenino nacional) las temporadas 1987-88; 1989-90 a 1991-92; 2004-05; 2006-07; 2009-10 y 2011-12. Tiene en su palmarés tres campeonatos de Primera División (temporadas 1987-88, 2009-10 y 2018-19) y dos subcampeonatos (1990-91 y 1991-92); destaca también la presencia del equipo en doce Copas de la Reina (subcampeonas en 1994-95) y sobre todo su quinto lugar en la Recopa de Europa de la temporada 1995-96.
El 1 de abril de 2012, la sección femenina del Caja Sardinero cantó el alirón a cinco jornadas del final y logró el regreso a la División de Honor del hockey hierba.

## Memorial Carlos Cagigal
Este torneo nace en 1982, como homenaje al jugador juvenil del club, Carlos Cagigal, fallecido en accidente de automóvil, habiéndose convertido con el paso de los años en una de las competiciones amistosas más importantes de España. Este torneo tiene un gran prestigio internacional.
En las primeras ediciones el torneo solo era de categoría masculina, la edición femenina se creó en 1987, año de creación de las secciones femeninas del club.
Participan unos 12 equipos nacionales  e internacionales con un total de 250 participantes entre jugadores, técnicos y árbitros.
Aparte se realizan una serie de partidos de categorías inferiores.

## Jugadores olímpicos[1]
- Óscar Barrena (medalla de plata en Atlanta 1996)
- Antonio González (medalla de plata en Atlanta 1996)
- Elena Carrión
- Amanda González
- Bernardino Herrera
- Maider Tellería
- María del Carmen Martín
- Beatriz Pérez lagunas

## Palmarés[3]
- Sección masculina:
  - Campeón de Primera División (2): 1983-84 y 1991-92
  - Subcampeón de Primera División (1): 1995-96 y 2010-11
  - Subcampeón de España de Hockey Sala (5): 1991-92, 1992-93, 1993-94, 1996-97 y 1999-2000
  - Campeón de Cantabria de Hockey Sala (18): 1985-86 a 2002-03, 2010-11, 2011-12.

- Sección femenina:
  - Subcampeón de Copa (1): 1994-95
  - Campeón de Primera División (4): 1987-88, 2009-10, 2011-12, 2018-19
  - Subcampeón de Primera División (2): 1990-91 y 1991-92
  - Subcampeón de España de Hockey Sala (1): 2012[4]